# Ahmed El-Gendy
Ahmed Osama El-Gendy (arabisch أحمد الجندي, DMG Aḥmad al-Ǧindī; * 1. März 2000 in Kairo) ist ein ägyptischer Pentathlet.

## Erfolge
Ahmed El-Gendy gewann bei den Olympischen Jugend-Sommerspielen 2018 in Buenos Aires sowohl im Einzel als auch im Mixed die Goldmedaille. Drei Jahre darauf sicherte er sich zunächst bei den Weltmeisterschaften in Kairo jeweils Bronze im Einzel- und im Mannschaftswettbewerb. Kurz darauf nahm er an den Olympischen Spielen in Tokio teil, bei denen er 1477 Punkte erzielte und hinter Joseph Choong aus Großbritannien die Silbermedaille gewann. Es war der erste olympische Medaillengewinn eines afrikanischen Sportlers im Modernen Fünfkampf. Bei den Weltmeisterschaften 2023 in Bath wurde er mit der Mannschaft Weltmeister. Ein Jahr darauf gelang El-Gendy bei den Olympischen Spielen in Paris sein größter Erfolg. Mit einem Weltrekord von 1555 Punkten belegte er vor Taishu Satō aus Japan, der mit 1542 Punkten Zweiter wurde, und vor dem drittplatzierten Italiener Giorgio Malan mit 1536 Punkten den ersten Platz und sicherte sich damit den Gewinn der Goldmedaille.